# Parahormius jason
Parahormius jason är en stekelart som beskrevs av Nixon 1940. Parahormius jason ingår i släktet Parahormius och familjen bracksteklar. Inga underarter finns listade i Catalogue of Life.